# Municipio de Salem (condado de Highland)
El municipio de Salem (en inglés: Salem Township) es un municipio ubicado en el condado de Highland en el estado estadounidense de Ohio. En el año 2010 tenía una población de 780 habitantes y una densidad poblacional de 15,36 personas por km².

## Geografía
El municipio de Salem se encuentra ubicado en las coordenadas 39°9′7″N 83°48′57″O / 39.15194, -83.81583. Según la Oficina del Censo de los Estados Unidos, el municipio tiene una superficie total de 50.78 km², de la cual 50,78 km² corresponden a tierra firme y (0.01 %) 0 km² es agua.

## Demografía
Según el censo de 2010, había 780 personas residiendo en el municipio de Salem. La densidad de población era de 15,36 hab./km². De los 780 habitantes, el municipio de Salem estaba compuesto por el 97,18 % blancos, el 0,26 % eran afroamericanos, el 0,13 % eran amerindios, el 0,13 % eran asiáticos, el 0,64 % eran de otras razas y el 1,67 % eran de una mezcla de razas. Del total de la población el 0,9 % eran hispanos o latinos de cualquier raza.